# Mario Finotti
Mario Finotti (Novara, 19 marzo 1950) è un fotografo e giornalista italiano.

## Biografia
Nasce a Novara nel 1950, vivendo con la famiglia in via Dolores Bello. Di sé racconta che verso i 10 anni, nei caldi pomeriggi estivi, si intrufola sovente nel vicino museo di storia naturale per osservare incantato gli animali impagliati e gli oggetti provenienti dall'Africa e dal Sud America, portati dagli esploratori Ugo Ferrandi, Guido Boggiani e Alessandro Faraggiana. L'incontro con quel mondo esotico è la scintilla della curiosità che avrebbe poi così marcatamente caratterizzato il suo percorso professionale. Frequenta l'Istituto Magistrale Tornielli Bellini, diplomandosi nel 1968.

### Anni '70
Complice il fatto che la zona in cui abita è in quegli anni un vero e proprio "distretto delle foto" (vi hanno sede due studi storici: il laboratorio di Carlo Anadone e quello dei fratelli Lavatelli), nei primi anni '70 si avvicina alla fotografia, preferendola come mezzo di espressione e annoverando lo stesso Anadone tra i propri punti di riferimento. L'attività apre le porte della sua carriera lavorativa, iniziando presso lo studio di pubblicità di Aldo Beldì, al tempo uno dei pilastri della pubblicità in Italia e uno dei primi a servizio completo.
Inizialmente come figura secondaria, in seguito giunge alla direzione dello studio fotografico, sebbene l'esperienza duri un solo anno. Passa dunque alle redazioni dei giornali: dapprima alla Gazzetta del Popolo, altra esperienza di breve durata, poi alla redazione provinciale de La Stampa, con cui collaborerà per 34 anni. Anche il Corriere di Novara lo annovera tra i collaboratori. Il lavoro lo porta a conoscere molto bene il mondo del giornalismo novarese, di cui tuttavia non si sente parte. In un'intervista del 2021 dichiara di reputare fondamentali per la propria formazione professionale gli incarichi relativi a due eventi di cronaca nera: i processi Mazzotti e Graneris celebrati presso tribunale di Novara tra 1977 e 1978. Nel 1973 sposa la garbagnese Laura Borgini, nel cui paese in seguito si trasferisce.

### Dagli anni '80 ai primi 2000
Dal 1985 realizza numerosi reportage per l'Istituto Geografico De Agostini, sia in Italia che all'estero. Considera più volte l'impegno politico, candidandosi alle elezioni comunali nelle file del PCI, nel 1983 a Novara e nel 1990 a Garbagna. Parallelamente all'attività di fotoreporter coltiva l'amore per la fotografia in ambito pubblicitario e la produzione letteraria (essenzialmente libri fotografici), che col tempo relegano il giornalismo in secondo piano. Risale al 1980 il primo volume menzionato dalle biografie ufficiali, inerente l'istituto per anziani De Pagave di Novara e realizzato col giornalista Mario Giarda. Seguono tra gli anni '90 e 2000 numerose commissioni da parte di enti quali il comune di Gattico, la Confederazione Nazionale dell'Artigianato, Emergency e la Camera di Commercio di Novara.
Proprio in ambito letterario, tra il 1998 e il 2001, accetta un incarico che gli consente il salto di qualità. L'assessorato alla cultura della Provincia di Novara gli affida la realizzazione di un'opera di lettura del paesaggio novarese incentrato sull'archeologia industriale (in quegli anni la provincia gestisce buona parte delle questioni paesaggistico-territoriali e la programmazione dei relativi interventi). Contrattando e discutendo i dettagli dell'incarico, Finotti propone di dividere il lavoro in tre parti, ciascuna inerente un diverso aspetto del paesaggio e della sua storia, da realizzarsi in tre anni diversi: la prima parte, corredata da una mostra, sull'archeologia industriale e intitolata I luoghi della produzione; la seconda intitolata I luoghi del culto; la terza sull'architettura spontanea, vale a dire quegli interventi sul paesaggio originati dalle necessità del momento della gente comune, che segnano il territorio molto più delle opere concepite dai grandi architetti, intitolata I luoghi del quotidiano. La prima parte, sponsorizzata e prodotta da Nicola Trussardi, con cui Finotti ha contatti diretti, è considerata dall'autore uno dei migliori cataloghi dei suoi lavori, nonostante l'approccio pubblicitario e raffinato. Finotti riconosce che il salto di qualità è in parte merito della scelta di utilizzare il banco ottico, una fotocamera ideale per l'architettura.
Avendo per mezzo secolo immortalato la vita di Novara, nell'intervista concessa a La Stampa nel 2024 con la giornalista Barbara Cottavoz approfondisce l'opinione che ha sulla sua città oggi.
Con profonda amarezza, Finotti racconta di vedere Novara come una città impoverita, da diversi punti di vista.
Come primo aspetto cita il decadimento urbanistico, portando il triste esempio delle tante serrande chiuse lungo il corso Cavour: un tempo abitare in centro offriva la possibilità di vivere molte esperienze e toccare con mano innumerevoli realtà, attraverso quel mondo brulicante di vita delle botteghe e dei negozi; oggi non è più possibile, essendo la zona dominata da uffici e studi professionali.
Passa dunque a constatare la mancanza di figure di spessore della scena culturale cittadina, quali erano stati poeti e letterati come Sandro Bermani o Giulio Genocchio, ma anche della scena politica, nella quale mancano personalità apprezzate da ogni schieramento per la chiara visione propugnata, come Ezio Leonardi, Armando Riviera e Maurizio Pagani. La critica tocca infine il mondo dell'imprenditoria, che ormai non incide più sulla vita locale.
Completa il quadro col rammarico delle tante menti brillanti che hanno lasciato la città per vedere riconosciuta la propria professionalità, come il musicista Massimo Fiocchi Malaspina.
Chiude auspicando che tutto il patrimonio artistico, archeologico ed etnologico ancora chiuso nei magazzini di Biandrate sia reso nuovamente accessibile al pubblico.

### Dagli anni 2000
Dal 2000 collabora alla collana di volumi edita dal Consorzio Mutue di Novara, la cui attività istituzionale è la copertura assistenziale sanitaria, ma che dal medesimo anno aggiunge l'edizione di due pubblicazioni annuali riservate ai soci: una natalizia a tema culturale/paesaggistico/storico novarese, cui contribuiscono diversi studiosi locali, l'altra a maggio a tema biografico su personaggi novaresi del passato. In tale contesto collabora con numerosi storici locali del calibro di Emiliana Mongiat, Lorenzo Del Boca, Giampietro Morreale, Giancarlo Andenna e scrittori quali Sebastiano Vassalli.
Dagli anni 2010 è fotografo di scena del Teatro Coccia, per cui documenta le produzioni. A questa esperienza professionale deve inoltre un forte coinvolgimento emotivo, tanta è la suggestione di muoversi in un luogo così carico di storia e arte.
Agli stessi anni risale l'avvio di una ricerca personale più orientata all'espressione artistica, in cui rilegge con tratto personale i temi che lo hanno coinvolto nel tempo: il paesaggio, le opere d'arte, la figura umana, gli oggetti della vita quotidiana, reinterpretati partendo dalla propria esperienza, cercando di evocare emozioni e ricordi, con attenzione particolare ai segni che il tempo lascia sulle cose e sui luoghi.
Nel 2023 dona il suo ricco archivio all'Istituto Storico della Resistenza di Novara: cinque scatoloni di fotografie sulla vita cittadina novarese tra gli anni '80 e '90. Per l'occasione è organizzata una mostra al Broletto.

## Il fotografo
Nell'intervista del 2021 parla di sè non definendosi affatto un paparazzo, ma di avere al contrario sempre coltivato e prediletto la fotografia pubblicitaria, del paesaggio e dell'archeologia industriale. L'interesse per il paesaggio della Bassa Novarese, in particolare, è stato all'origine di diverse opere e mostre.
Relativamente al passaggio alla fotografia digitale, ammette di averne risentito e di aver impiegato alcuni mesi per padroneggiare la nuova attrezzatura e la tecnica di postproduzione delle immagini. Si reputa comunque soddisfatto del passaggio, essendo il lavoro meno impegnativo, con poche controindicazioni, con un controllo pieno di ogni singolo passaggio della gestione delle immagini. Mette tuttavia in guardia sugli svantaggi del digitale, inerenti principalmente le contraddizioni che introduce nel linguaggio stesso della fotografia, dato che il totale controllo consente facilmente di allontanarsi dalla realtà.
Considera diversi fotografi modelli per il proprio lavoro, di cui ha grande stima, tra cui Gianni Berengo Gardin e Francesco Radino.
La sua opinione sul ritratto è molto chiara: per ritrarre una persona è necessario conoscerla e capirla, quindi essere coinvolti nella sua esperienza, senza pregiudizi, onde operare scelte che portino alla più fedele rappresentazione.

## Riconoscimenti
Nel 1996 lo scrittore e giornalista novarese Romolo Barisonzo gli dedica un passo nel quarto volume della serie Novaresi bella gente, descrivendolo come «implacabile testimone della cronaca».
Nel 2000 riceve il riconoscimento di Qualified European Photographer (QEP) per il genere del ritratto, tra i primi in Italia, da parte di un'apposita commissione riunita a Digione.

## Opere
L'interesse per la storia, i personaggi, il lavoro, l'ambiente e l'architettura sono alla base della realizzazione di decine di libri fotografici e molte mostre personali su tali temi.
- Mario Finotti e Mario Giarda, De Pagave: storia e immagini di un'istituzione novarese, Novara, Banca Popolare di Novara, 1980.
- Mario Finotti, Gattico 1996, a cura di Comune di Gattico, presentazione di Diego Boca, Novara, Interlinea, 1996 (catalogo della mostra tenuta a Gattico nel 1996-1997).
- Mario Finotti, Franco Ferrario e Emiliana Mongiat, I cortili della memoria - Un itinerario nel centro storico di Novara, Novara, Interlinea, 2000.
- Mario Finotti e Mario Giarda, Novara - Ritratto di una città, Novara, Comune di Novara, 2003.
- Mario Finotti, Vittore Fossati e Francesco Radino, Il riso - Territorio, cultura, lavoro, Parma, Diabasis, 2007.
- Mario Finotti, Abitare il lago, Provincia di Novara, 2008.[35]
- Renato Ambiel e Mario Finotti, Un anno in A - Novara Calcio 2011-2012, Novara, Interlinea, 2012.

### Per l'Assessorato alla Cultura della Provincia di Novara
- Mario Finotti, Quarantaquattro artisti novaresi, a cura di Roberto Moroni, 1994.
- Mario Finotti e Marzio Torchio, Ritratti artigiani, 1996.[36]
- Mario Finotti, Anna Maria Boca e Marco Rosci, I luoghi della produzione - Immagini di archeologia industriale nella Provincia di Novara, Milano, Fondazione Trussardi, 1997.
- Mario Finotti, I luoghi del quotidiano, Novara, Provincia di Novara, 2000.
- Mario Finotti, Franca Franzoni, Giorgio G. Negri e Giovanna Broggi, Le acque governate - Storia e memoria del paesaggio novarese, Novara, Interlinea, 2001.

### Per il Consorzio Mutue di Novara
- Mario Finotti, Novara nell'Ottocento, Novara, Consorzio Mutue, 2003 (con un intervento di Sebastiano Vassalli).
- Mario Finotti, Il patrimonio del povero, Antiche istituzioni novaresi, Novara, Consorzio Mutue, 2007.
- Mario Finotti e Emiliana Mongiat, L'universo in una stanza, Novara, Consorzio Mutue, 2008.
- Mario Finotti, La forma del verde, Novara, Consorzio Mutue, 2009.

## Galleria d'immagini
Alcuni scatti di Mario Finotti nella Chiesa di San Michele Arcangelo a Garbagna Novarese.

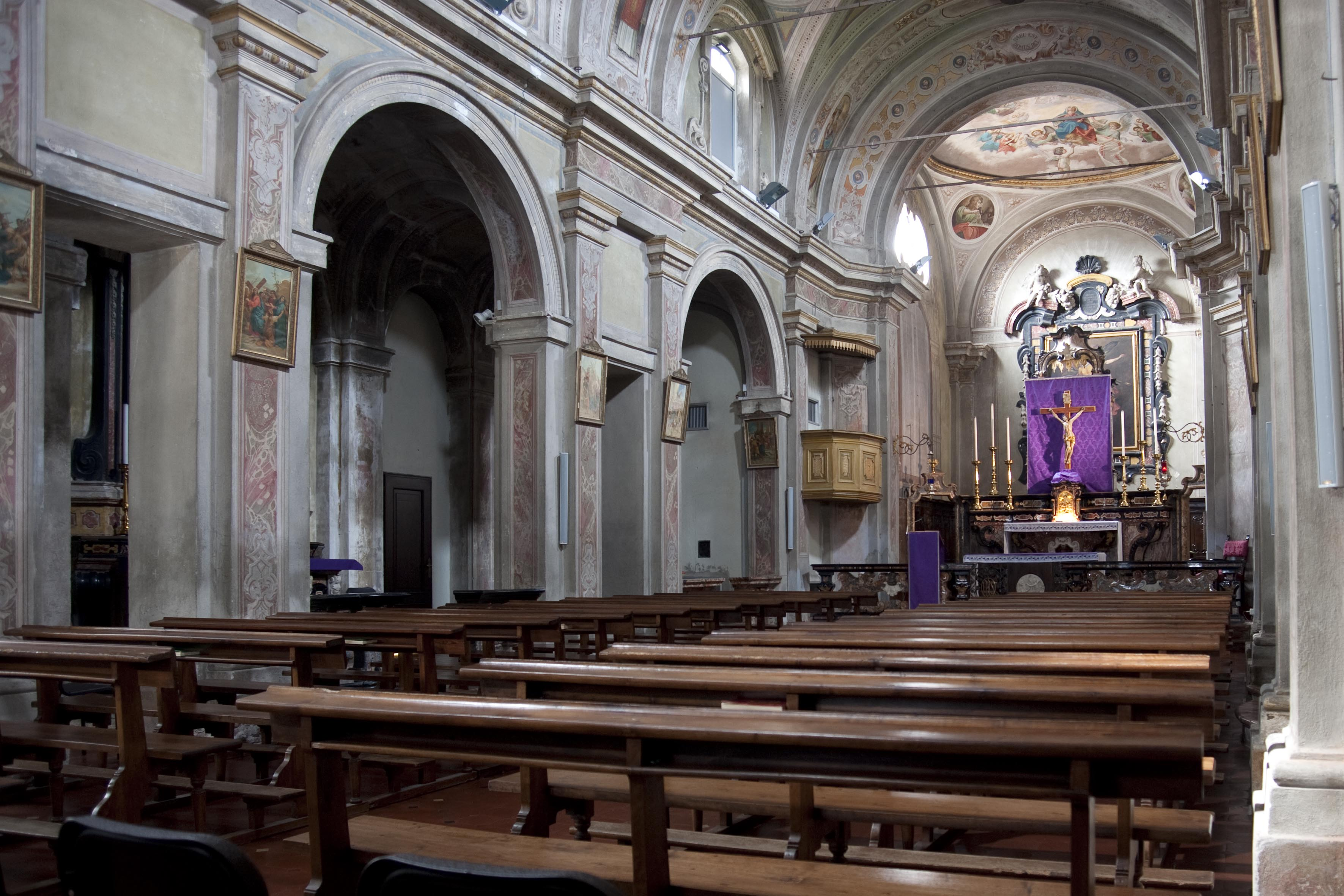
Navata
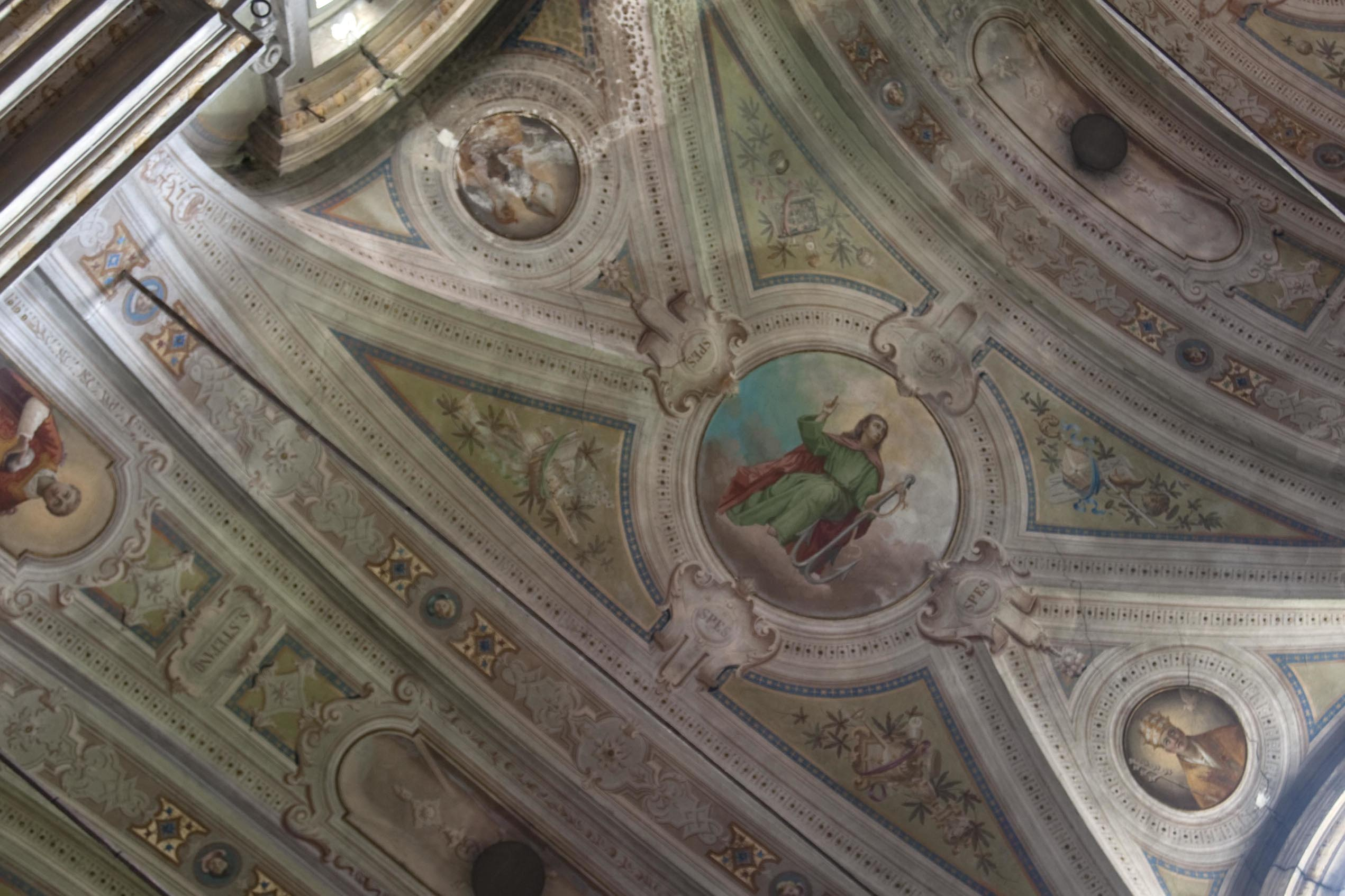
Sommità della navata
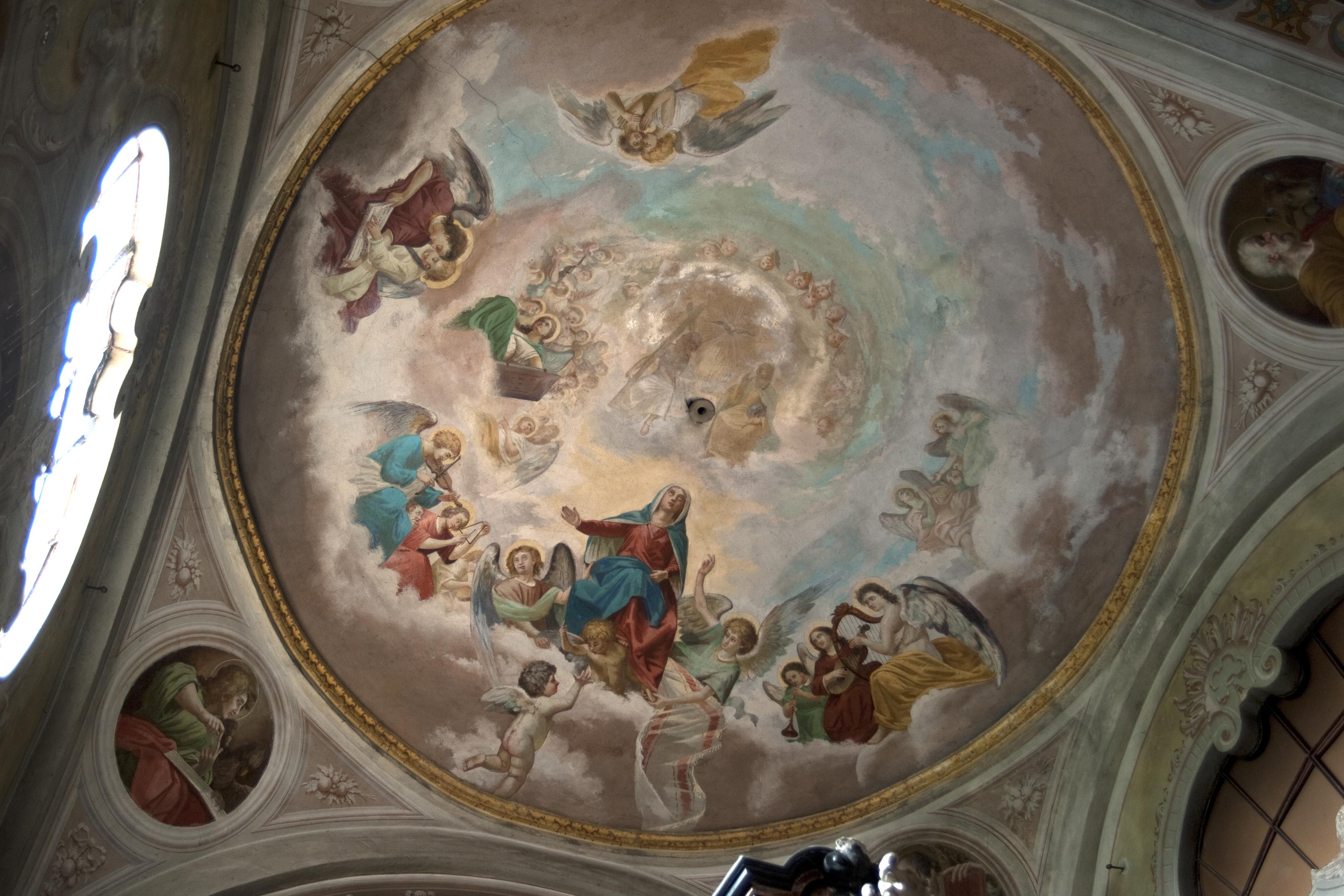
Sommità dell'abside